# Hahn William Capps
Hahn William Capps (16 de desembre de 1903 - 14 de setembre de 1998) va ser un entomòleg estatunidenc.

## Biografia
Capps va néixer el 1903. El 1929 va obtenir el títol de llicenciat a la Universitat de Kansas. El 1930, es va incorporar al Departament d'Agricultura dels Estats Units, i el mateix any es va convertir en inspector de quarantena de plantes per a l'Oficina d'Entomologia i Quarantena de les Plantes. El 1938 es va convertir en un assistent entomòleg, i el 1940 va ser nomenat entomòleg. Va mantenir el lloc de treball fins que es va retirar el 1964.
Va estudiar estadis larvaris i adults de lepidòpters.